# 第6飛行隊 (南アフリカ空軍)
第6飛行隊（だい6ひこうたい、6 Squadron SAAF）は、かつて存在した南アフリカ空軍の飛行隊である。1939年4月に設立され、1943年に廃止。1952年7月25日に再設立され、1990年10月に廃止